# Magnolia macklottii
Magnolia macklottii este o specie de plante din genul Magnolia, familia Magnoliaceae. A fost descrisă pentru prima dată de Pieter Willem Korthals, și a primit numele actual de la James Edgar Dandy.

## Subspecii
Această specie cuprinde următoarele subspecii:
- M. m. beccariana
- M. m. macklottii